# Cabo de San Roque
El cabo de San Roque (en portugués: Cabo de São Roque) es un destacado cabo de Brasil perteneciente al municipio de Maxaranguape de Río Grande do Norte, que se encuentra a unos 51 km de Natal, la capital estatal.
El cabo es famoso por ser el punto de la costa brasileña más próximo al continente africano, sin considerar el atolón de las Rocas y el archipiélago de Fernando de Noroña, por ser islas. También se usa para diferenciar dos grandes zonas del litoral brasileño: el Nordeste, bajo, arenoso y pantanoso, y el Este, más masivo, con acantilados y numerosas calas y bahías.

## Historia
El cabo de São Roque tiene gran importancia histórica, pues fue el lugar en el que tuvo inicio la primera exploración detallada de la costa brasileña, realizada por André Gonçalves y Américo Vespucio. La expedición estaba compuesta de tres naves que llegaron a la costa brasileña el día 7 de agosto de 1501, anclando en las coordenadas 5º3’41"S, frente al lugar llamado hoy Arraial do Marco, situado en el vértice de la costa del estado de Río Grande del Norte, que dista del cabo de San Roque cerca de 45 millas, según describen los escritos.

## Características
La naturaleza en la región presenta una belleza pintoresca, ya que, además de 6 km de dunas del litoral, otro espectáculo llamativo son los acantilados, justo encima del cabo, desde donde se puede observar un gigantesco bosque de cocoteros. y palmeras, adornadas por el horizonte azul y beige de Maxaranguape.
La región también es conocida por la construcción de una escuela de fútbol que lleva el nombre de David Beckham llamada Cabo São Roque Resort.